# Премия Черна
Премия Черна (называемая также премия Чжэна или медаль Черна, англ. Chern Medal) — международная награда за выдающиеся достижения в математике. Премия состоит из денежного приза в 250000 долларов США и золотой медали, то есть по размеру она занимает одно из ведущих мест среди математических премий, уступая премии за прорыв в математике, премии Абеля, премии Шао, премии Бальцана, премии Крафорда, премии Киото, но опережая премию Неммерса по математике, премию Вольфа, премию Островского и премию Рольфа Шока. Присуждается раз в 4 года на Международном конгрессе математиков, наряду с другими 3 премиями. Названа в память китайско-американского математика Чжэн Синшэня (в русской транслитерации устаревшей английской романизации китайского языка его имя и фамилия записываются как Шиинг-Шен Черн), финансируется из специального фонда Chern Medal Foundation (CMF). Кроме того, лауреат получает право рекомендовать одну или более организаций на получение грантов общим размером до 250000 долларов США, с целью поддержки научных исследований, образования и других программ в области математики. Эта часть называется «Организационной наградой».
Первое присуждение состоялось в 2010 году.

## Лауреаты
| Год  | Лауреат         | Страна | Обоснование |
| ---- | --------------- | ------ | --- |
| 2010 | Луис Ниренберг  | США    | За его роль в формулировании современной теории нелинейных эллиптических уравнений в частных производных и в наставничестве многочисленных студентов и постдокторов в этой области      |
| 2014 | Филипп Гриффитс | США    | За его новаторское и преобразующее развитие трансцендентных методов в комплексной геометрии, в частности, его плодотворную работу по теории Ходжа и периоды алгебраических многообразий |
| 2018 | Масаки Касивара | Япония | За его выдающийся и основополагающий вклад в алгебраический анализ и теорию представлений, поддерживаемый в течение почти 50 лет                                                        |
| 2022 | Барри Мазур     | США    | За его глубокие открытия в топологии, арифметической геометрии и теории чисел, а также за его лидерство и великодушие в воспитании следующего поколения математиков                     |